# Mohammed Haidar Zammar
Mohammed Haidar Zammar (1961, Síria) é um dos terroristas participantes da Célula de Hamburgo, grupo que orquestrou os Ataques de 11 de Setembro.
Ele tem nacionalidade alemã, mas nasceu em Alepo. 
Está preso desde 2018 na Síria.

## Biografia
Zammar nasceu na Síria, mas aos 10 se mudou com a família para a Alemanha. Sua família era extremamente religiosa e conservadora e em Hamburgo ele se tornou conhecido nas mesquitas por ser extremamente devoto.  
Ainda na adolescência, se envolveu com jihadistas como Mamoun Darkazanli, um patrocinador da Al-Qaeda.  
Ele chegou a trabalhar na Mercedes-Benz, mas em 1991 decidiu trabalhar somente como jihadista e se mudou para o Afeganistão onde, por um ano, teve treinamentos para uso de bombas e explosivos e táticas avançadas.  No final de seu treinamento voltou para Hamburgo, porém nos anos seguintes viajou ostensivamente entre a Síria, Jordânia, Turquia e Suécia. Em 1995 viajou para a Bósnia para lutar na Guerra da Bósnia. Em 1996 viajou novamente para o Afeganistão e se aliou oficialmente à Al-Qaeda.  
Em 1998 conheceu Mohamed Atta, que teria recrutado para a Al-Qaeda. Nesta época a polícia alemã começou a rastrear seus contatos, inclusive ligações telefônicas, e descobriu sua ligação com diversos terroristas depois ligados aos Ataques de 11 de Setembro.  
Segundo investigações, Zammar seria o responsável por ter enviado os participantes da Célula de Hamburgo para treinamentos no Afeganistão. Ele chegou a ser preso, para investigação, na Alemanha, mas foi solto e acabou deixando o país. Foi preso no Marrocos em outubro de 2001, com ajuda dos EUA, e depois enviado para a Síria, onde, de acordo com a Anistia Internacional, não teria tido um julgamento justo e teria sido torturado na prisão. Foi solto em 2013 numa troca de prisioneiros entre o grupo rebelde sírio Ahrar al-Sham e o governo sírio. 
Foi recapturado pela forças curdas na Síria em março de 2018.  
Além da Al-Qaeda, ele também é membro do Estado Islâmico. 